# 迈松莱沙乌斯
迈松莱沙乌斯（法語：Maisons-lès-Chaource，法語發音：[mɛzɔ̃ lɛ ʃauʁs]，意为“沙乌斯附近的迈松”）是法国奥布省的一个市镇，属于特鲁瓦区。

## 地理
迈松莱沙乌斯（48°0'35"N, 4°9'56"E）面积5.85 平方千米，位于法国大東部大區奥布省，该省份为法国中北部省份，北起马恩省，西接塞纳-马恩省，西南至约讷省，东南至科多尔省，东临上马恩省。
与迈松莱沙乌斯接壤的市镇（或旧市镇、城区）包括：巴尔诺拉格朗日、沙乌斯、谢莱、拉热斯、帕尔格。

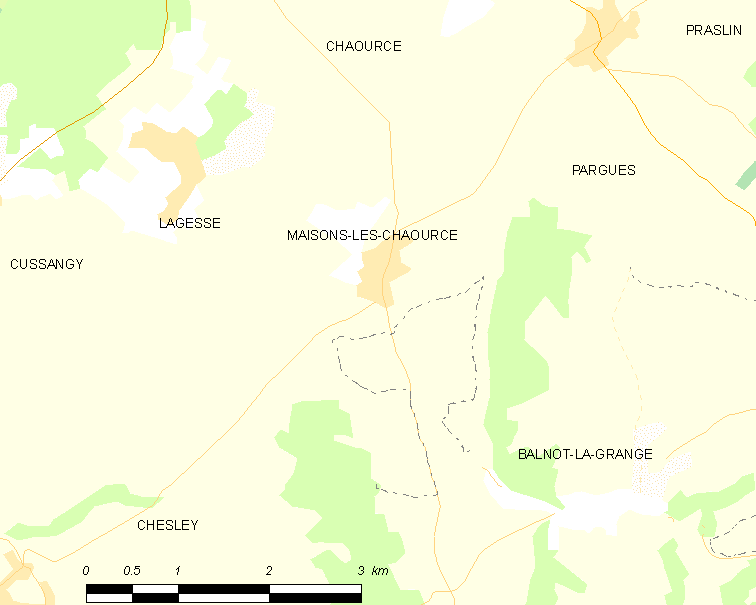
迈松莱沙乌斯的OSM定位图

迈松莱沙乌斯的时区为UTC+01:00、UTC+02:00（夏令时）。

## 行政
迈松莱沙乌斯的邮政编码为10210，INSEE市镇编码为10218。

## 政治
迈松莱沙乌斯所属的省级选区为莱里塞县。

## 人口

1962-2008年间迈松莱沙乌斯人口变化图示

迈松莱沙乌斯于2022年1月1日时的人口数量为176人。